# 小行星831
小行星831（831 Stateira）是一颗围绕太阳公转的小行星。1916年9月20日，马克斯·沃夫在海德堡描述了此天体。
該小行星以波斯阿契美尼德王朝國王阿尔塔薛西斯二世的妻子斯塔蒂亞命名。
这颗小行星的绝对星等为13.0等。

## 相关條目
- 小行星列表/10001-11000

## 外部連結
- Asteroid Lightcurve Database (LCDB) （页面存档备份，存于）, query form (info （页面存档备份，存于）)
- Dictionary of Minor Planet Names, Google books
- Discovery Circumstances: Numbered Minor Planets (10001)-(15000) （页面存档备份，存于） – Minor Planet Center
- 小行星831 at AstDyS-2, Asteroids—Dynamic Site
  - Ephemeris · Observation prediction · Orbital info · Proper elements · Observational info
- NASA JPL小天體瀏覽器上的小行星831

| 前一小行星： 小行星830 | 小行星列表 | 後一小行星： 小行星832 |